# MaNga
maNga er en nu-metal-, alternativ rock- og rapcore-gruppe, som stammer fra Ankara. 
I 2009 modtog maNga en MTV award under kategorien ’’Best European Act’’. I 2010 blev bandet udvalgt til at repræsentere Tyrkiet ved Eurovision Song Contest 2010. Den 29. maj 2010 deltog maNga Eurovision Song Contest i Oslo med sangen "We could be the same", og blev nummer 2.

## Historie
maNga blev i slutningen af 2001 grundlagt af Yağmur Sarıgül ’’Yamyam’’(guitarist), som havde en vision om at kombinere rockmusik med elektronisk musik, nu-metal, tilført rap vocal og et meget karakteristisk islæt af anatolske toner. Gruppens første besætning bestod af Özgür Can Öney (trommer), Efe Yılmaz (DJ), Orçun Şekerusta (basguitar) og Ferman Akgül (vokal). Deres musikalske rejse startede i 2001, hvor Ferman Akgül forslog at de skulle deltage i konkurrencen ’’Sing your Song’’. Af private årsager blev Orçun Şekerusta nødt til at forlade gruppen, hvorefter Cem Behtiyar blev en del af gruppen. I dag består gruppen af Yağmur Sarıgül ’’Yamyam’’(guitarist), Cam Bahtiyar (basguitar), Özgür Can Öney (trommer), Efe Yılmaz (DJ) og Ferman Akgül (vokal).
Navnet maNga, der stammer fra den traditionelle japanske tegneseriekunst manga, forener fem forskellige personer og fem forskellige musikgenrer. Gruppemedlemmerne i maNga skriver selv al deres musik. De deltog i ’’Sing your Song’’ med deres første sang Kal Yanımda og opnåede en andenplads i denne konkurrence. maNgas første debut album maNga udkom den 5. december 2004 i samarbejde med Sony Music Turkey og GRGDN. Ved indspilningen af det første album samarbejdede maNga med Kargos solist Koray Candemir i sangen Kal yanimda, Vegas solist Deniz Akyüz i sangen Iz Bırakanla Unutulmaz og sangeren Göksel i sangen Dursun Zaman. Bir Kadın Çizeceksin ,som er et af numrene fra albummet maNga, indgår i soundtracket i EA sports computerspil FIFA STREET 2006.
maNgas andet album "Şehr-i Hüzün", udkom i 2009. Samme år modtog maNga en MTV Award for "Best European act". Udover denne har maNga vundet en række andre priser, bl.a for ”Bedste video”, ”Bedste band”, ”Bedste sang” og ”Bedste optræden”.
maNga blev i 2010 udvalgt til at repræsentere Tyrkiet ved Eurovision Song Contest. Den 29. maj 2010 deltog maNga således ved ESC med sangen " We could be the same", og sikrede Tyrkiet en andenplads.
maNga har turneret verden over og deltaget ved mange festivaler, nationale såvel som internationale (Sziget Festival, Mannheim Turkish Rock Festival, Wembley Arena) og betragtes ved flere, blandt andet Rock´n Coke, som et af hovednavnene.

### "Fly to stay alive" (A bird´s eye)
I september 2010 gæstede maNga Danmark, hvor de udover en optræden på Plænen i Tivoli, skrev kontrakt med et dansk pladeselskab.
I forbindelse med besøget udgav maNga deres nyeste single "Fly to stay alive" (A bird's eye), som havde verdenspremiere i Danmark.
"Fly to stay alive", er maNgas første engelsksprogede udspil, fraset deres bidrag ved Eurovision Song Contest, "We could be the same".

### Evdeki ses
Nummeret Evdeki ses er fra maNgas tredje album "Sehr- i Huzun". "Evdeki ses" er skrevet og tilblevet i samarbejde med en anden tyrkisk rap gruppe "Cartel", som også medvirker på nummeret. I efteråret 2010 udkom "Evdeki ses" som musikvideo. Videoen er instrueret og produceret af forsangeren i maNga, Ferman Akgül. Ferman har tidligere instrueret og produceret en dokumentarfilm, omhandlende bandet.

## Medlemmer

### Ferman Akgül
- Fulde navn : Ibrahim Ferman Akgül
- Instrument: Vocal
- Fødselsdag : 25. december 1979

Ferman er født i Ankara. Han har studeret arkitektur på Gazi Universitetet og har læst sin kandidat på Marmara Universitetet i Cinema department. Ferman startede sin musikkarriere med at spille guitar hvor han har optrådt på forskellige scener med forskellige bands. Ferman blev en del af maNga i slutningen af 2001.´

### Yagmur Sarigül
- Fulde navn : Yagmur Sarigul
- Instrument: Guitar
- Fødselsdag: 26. august 1979

Født i 1979 i Antalya. Havde taget lektioner i musik siden folkeskolen. Yagmur Sarigul, "Yamyam" har taget lektioner i både klaver og violin, før han begyndte at spille guitar. Som en del af sin uddannelse på Hacettepe musik og teater skole helligede han sig klaverspillet. På Bilkent musiske universitet var det violinspil der havde hans fokus. På Ankara Anadolu Lisesi skolen for scenekunst var det guitarspillet Yagmur studerede. Han har taget afgangseksamen fra Gazi Universitet fra Musik Falkultetet.

### Efe Yilmaz
- Fulde navn : Efe Yilmaz
- Instrument : DJ
- Fødselsdag : 10. oktober 1979

Han er født 1979 i Ankara, og han startede sin uddannelse inden for Computer teknologi ved universitet South Florida. Efter afgangseksamen, videreuddannede han sig ved M.E Vakfi Koksal Toptan Liseli og Cankaya Lisesi. Efter at være vendt tilbage til Tyrkiet, læste han handel på Anadolu University. Efe startede sin musikkarriere med at spille trommer, men fik opfyldt sin gamle drøm som DJ, da han blev en del af maNga.

### Özgür Can Öney
- Fulde navn : Özgür Can Önay
- Instrument : Trommer
- Fødselsdag: 21. juli 1980

Özgür Can Önay startede, under sine år i gymnasiet, med at tage lektioner i trommespil ved Gurcan Konanc. Han spillede i amatørbands ved forskellige lejligheder gennem sine gymnasieår.
Han skabte bandet ”70lik” mens han studerede Astronomi og rumvidenskab ved universitetet i Ankara. Özgür startede sin professionelle musik karriere med bandet ”70lik”, hvor de optrådte på forskellige klubber og festivaler, mest med covernumre. I mellemtiden blev han en del af bandet ”Deli Gomlegi”, og indspillede med bandet to demoalbummer, mens de på samme tid optrådte på forskellige festivaler. Özgür har desuden medvirket ved tilblivelsen af Music to Theatre Societies, og senere blev han en del af maNga.

### Cem Bahadir
- Fulde navn : Cem Bahtiyar
- Instrument : Bas
- Fødselsdag :18. januar 1979

Han er født 1979 i Denizli. Cem Bahtiyar blev i tredje klasse foræret en bas. Dette skulle blive det først skridt ind i hans musikalske karriere. 
Cem tog afgangseksamen ved Belediye skole for musik og teater, og efterfølgende fortsatte han sin uddannelse på Bilkent University.
Efter 3 år hvor Cem tog en pause fra musikken, blev han en del af bandet ”Seven”, i hvilket Ferman Akgül var forsanger. Cem begyndte således at spille bas igen. Han blev en del af maNga, da deres hidtidige bassist forlod bandet af personlige årsager.

## Udgivelser

### Albums
| År   | Album |
| ---- | --- |
| 2004 | maNga - 1st Studio Album - Udgivet: December 14th 2004 - Label: Sony Music/GRGDN - Genre: Nu metal, Rap rock, Alternative rock maNg´s første album med titlen "maNga", blev udgivet i December 2004 af Sony Music /GRGDN . maNga´s debut album solgte i 180.000 exemplarer, og indbragte dem en guldplade. Et af numrene fra albummet "Bir Kadın Çizeceksin" blev inkluderet som soundtrack i EA Sports computer spil FIFA STREET 2006. |
| 2006 | maNga+ - Re-release of "maNga" - Udgivet: 2006 - Label: Sony Music/GRGDN - Genre: Nu metal, Rap rock, Alternative rock |
| 2009 | Şehr-i Hüzün - 2nd Studio Album - Udgivet: 2009 - Label: Sony Music - Genre: Nu metal, Rap rock, Alternative rock MaNga´s tredje album "Şehr-i Hüzün", udkom i 2009. Samme år modtog maNga en MTV award for "Best European act". maNga har fra albummet haft store hit singler, og foreløbig er der til 4 af numrene fra albummet lavet en musikvideo, senest "Evdeki ses".                                                             |

### Featurings
| År   | Album                                                        |
| ---- | ------------------------------------------------------------ |
| 2005 | Mutlaka Yavrum - Artist: Cem Karaca - Title: Raptiye Rap Rap |
| 2006 | Sınav Soundtrack - Title: Dursun Zaman                       |

### Singler
| ÅR   | Single                             | Peak position | Peak position | Peak position | Peak position | Peak position | Peak position | Album        |
| ÅR   | Single                             | TUR           | TUR Rock      | SWE           | SWI           | UK            | RUS           | Album        |
| ---- | ---------------------------------- | ------------- | ------------- | ------------- | ------------- | ------------- | ------------- | ------------ |
| 2009 | "Dünyanın Sonuna Doğmuşum"         | 1             | 1             | —             | —             | —             | 335           | Şehr-i Hüzün |
| 2009 | "Beni Benimle Bırak"               | 2             | 1             | —             | —             | —             | —             | Şehr-i Hüzün |
| 2009 | "Cevapsız Sorular"                 | 7             | 2             | —             | —             | —             | —             | Şehr-i Hüzün |
| 2010 | "We Could Be the Same"             | 2             | 5             | 29            | 56            | 129           | —             | TBA          |
| 2010 | "Fly To Stay Alive (A Bird's Eye)" | —             | —             | —             | —             | —             | —             | TBA          |

Bandet har udgivet en digital Single Fly To Stay Alive (A Bird's Eye) i Danmark der ikke kan købes i CD-format.

## Awards
- MTV European Music Awards, Best European act, 2009
- 55. Eurovision Song Contest, 2. plads, 2010
- Sing Your Song, 2. plads, 2002
- Hürriyet Altın Kelebek, bedste nye gruppe, 2005
- MÜYAP Müzik Endüstrisi Ödülleri, guld plade, 2006
- Our Future Dergisi, Bedste Gruppe, 2006
- Jetix TV Ödülleri, bedste gruppe, 2006
- Beyaz Show Oscarları,Bedst Performens, 2006
- Kemal Sunal Kültür Sanat Ödülleri, Bedste nye Gruppe, 2006
- Popsav Ödülleri, Bedste Rock og alternativrock gruppe og bedste klip Bir Kadın Çizeceksin, 2006
- Radyo Boğaziçi, bedste animation Klip Yalan, 2007
- Kanaltürk Ödül Töreni bedste Klip Bir Kadın Çizeceksin og bedste gruppe, 2007
- Yıldız Teknik Üniv., bedste grup, [2007,2009]
- İstanbul FM Altın Ödülleri, bedste gruppe, 2009
- Pal FM En İyiler Ödülleri, bedste sang Dünyanın Sonuna Doğmuşum og bedst live performens, 2009
- 17.ITU EMOS Başarı Ödülleri, års bedste gruppe, 2009
- Kral Müzik Ödülleri, bedste gruppe, 2009